# تپه خداداد هلیوه
تپه خداداد هلیوه مربوط به دوره نوسنگی - دوره اشکانیان -- دوره ساسانیان است و در شهرستان آبدانان، بخش مرکزی، روستای هلیوه واقع شده و این اثر در تاریخ ۹ اردیبهشت ۱۳۸۲ با شمارهٔ ثبت ۸۴۴۴ به‌عنوان یکی از آثار ملی ایران به ثبت رسیده است.